# Alexandre von Meyendorff
Le baron Alexandre von Meyendorff, né à Baden-Baden le 10 avril 1869 et mort à Londres le 20 février 1964, est un aristocrate allemand de la Baltique, sujet de l'Empire russe, et homme politique.

## Biographie
Alexandre von Meyendroff est le fils du baron Friedrich Aeldigus Felix von Meyendorff (1834-1871), diplomate, et de son épouse, née princesse Olga Gortchakoff. Son père est luthérien et sa mère orthodoxe, il est donc baptisé dans la religion orthodoxe. Il étudie le droit à l'université de Saint-Pétersbourg et entre dans la fonction publique en 1893. Il détient la chaire de droit des provinces baltes à l'université de droit de la capitale de l'Empire. Il devient ensuite inspecteur des facultés de droit.
Le baron von Meyendorff est un des fondateurs des Octobristes qui s'organisent en parti politique à partir de 1906. C'est un parti plutôt libéral, car il est en faveur d'une monarchie constitutionnelle. Il est député de ce parti à la 3e et 4e douma d'Empire et co-vice-président de la douma de 1907 à 1909. Il rompt avec les Octobristes en 1913.
Le baron est en faveur de la révolution de février et du prince Lvov qui l'envoie comme ambassadeur à Londres, et représenter la Russie à la conférence de Stockholm. Toutefois quelques mois plus tard pendant la Révolution d'Octobre, le baron von Meyendorff est obligé de se réfugier dans ses domaines qui se trouvent désormais dans des territoires détenus par l'armée allemande. Ces territoires font partie de la nouvelle république de Lettonie en 1919 et les terres du baron sont nationalisées. Il doit donc fuir vers l'Angleterre. Il devient professeur (reader) à la London School of Economics de 1922 à 1934.
Il meurt à Londres en 1964, dans sa quatre-vingt-quinzième année.

## Source
- (nl) Cet article est partiellement ou en totalité issu de l’article de Wikipédia en néerlandais intitulé « Alexander von Meyendorff » (voir la liste des auteurs).